# 科哈塔區
科哈塔區（西班牙語：Distrito de Cojata），是秘魯的一個區，位於該國東南部普諾大區的萬卡內省，面積881平方公里，海拔高度4,355米，2005年人口4,902，人口密度每平方公里5.6人。